# Formiguères
Formiguères – miejscowość i gmina we Francji, w regionie Oksytania, w departamencie Pireneje Wschodnie. Przez gminę przepływa rzeka Aude. 
Według danych na rok 1990 gminę zamieszkiwało 357 osób, a gęstość zaludnienia wynosiła 8 osób/km² (wśród 1545 gmin Langwedocji-Roussillon Formiguères plasuje się na 590. miejscu pod względem liczby ludności, natomiast pod względem powierzchni na miejscu 74.). 

## Zabytki
Zabytki na terenie gminy posiadające status monument historique:
- kościół Sainte-Nativité-Notre-Dame de Formiguères (Église Sainte-Nativité-Notre-Dame de Formiguères)

## Populacja

Populacja Formiguères w latach 1962–2008